# Un Amleto di meno
Un Amleto di meno è un film del 1973 diretto e interpretato da Carmelo Bene.

## Trama
Il principe di Danimarca Amleto è poco interessato alle vicende familiari e alle sorti del regno, e per nulla attratto da una Ofelia bamboleggiante che si succhia il dito. Infastidito dall’amico Orazio, che gli racconta l’apparizione dello spettro del padre che vorrebbe spingerlo alla vendetta, e da Polonio, padre di Ofelia, che lo psicanalizza spiegandogli il complesso di Edipo, immagina di fuggire a Parigi con Kate, la prima attrice della compagnia che si esibisce a Elsinore, per diventare autore di teatro.
(Carmelo Bene, "Amleto, da Shakespeare a Laforgue", programma teatrale, 1975)
Ma è necessario rispettare la trama, così deve prima svogliatamente assistere all’inutile rappresentazione dell’assassinio del padre, poi uccidere Polonio quasi a passo di danza e inviare a morte sicura Rosencrantz e Guildenstern.
Il famoso monologo “essere o non essere” è scribacchiato su un frammento e fatto leggere a un sempre più perplesso Orazio, vengono riempiti e svuotati i bauli, ricolmi di costumi e attrezzeria teatrale. Finalmente Amleto, sbrigate le incombenze assegnategli da William Shakespeare, parte in carrozza assieme a Kate in direzione Parigi, ma lo sorprende un vendicativo e rivoluzionario Laerte, figlio di Polonio e fratello di Ofelia nel frattempo suicidata, che lo affronta su una spiaggia e lo uccide.
Amleto muore rantolando “qualis artifex pereo”, la famosa frase attribuita a Nerone, mentre Laerte lo bacia chiamandolo “compagno”. Intanto il regno di Danimarca viene invaso e il nemico Fortebraccio, dal viso invisibile, si siede sul trono e si incorona re.

## Produzione
Tratto più da Amleto, ovvero le conseguenze della pietà filiale (1877) di Jules Laforgue che dalla tragedia di Shakespeare, questo Amleto viene “tolto di scena” (come disse Carmelo Bene) in una esplosione in Technicolor di costumi coloratissimi e scenografie bizzarre, tra citazioni e collage di testi e musiche di diversa provenienza (Musorgskij, Rossini, Stravinskij, Wagner).
Il film è stato girato negli Studi di Cinecittà e prodotto da Anna Maria Papi per la Donatello Cinematografica.

## Distribuzione
Il film è stato presentato in concorso al 26º Festival di Cannes.